# Liste der Naturdenkmale in Böhmenkirch
| Naturdenkmale | Anzahl |
| ------------- | ------ |
| FND           | 18     |
| END           | 35     |
| Gesamt        | 53     |

Die Liste der Naturdenkmale in Böhmenkirch nennt die verordneten Naturdenkmale (ND) der im baden-württembergischen Landkreis Göppingen liegenden Gemeinde Böhmenkirch. In Böhmenkirch gibt es insgesamt 53 als Naturdenkmal geschützte Objekte, davon 18 flächenhafte Naturdenkmale (FND) und 35 Einzelgebilde-Naturdenkmale (END).
Stand: 31. Oktober 2016.

## Flächenhafte Naturdenkmale (FND)
| Name                                            | Bild | Kennung     | Einzelheiten | Position | Fläche Hektar | Datum         |
| ----------------------------------------------- | ---- | ----------- | ------------ | -------- | ------------- | ------------- |
| Berghülbe                                       | BW   | 81170100055 | Böhmenkirch  | ⊙        | 0,1           | 22. Okt. 1984 |
| Birkenallee nördlich Heidhöfe                   | BW   | 81170100041 | Böhmenkirch  | ⊙        | 0,0           | 22. Okt. 1984 |
| Doline Au                                       | BW   | 81170100045 | Böhmenkirch  | ⊙        | 0,2           | 22. Okt. 1984 |
| Doline Schlachtberg                             | BW   | 81170100042 | Böhmenkirch  | ⊙        | 0,2           | 22. Okt. 1984 |
| Erdfall Schiltenbang mit Eiche                  | BW   | 81170100019 | Böhmenkirch  | ⊙        | 0,4           | 22. Okt. 1984 |
| Fichtendoline Kolmannseck                       | BW   | 81170100040 | Böhmenkirch  | ⊙        | 0,2           | 22. Okt. 1984 |
| Heide Haspelteich                               | BW   | 81170100039 | Böhmenkirch  | ⊙        | 1,8           | 22. Okt. 1984 |
| Hülbe in der Ibene östl.von Steinenkirch        |      | 81170100021 | Böhmenkirch  | ⊙        | 0,2           | 22. Okt. 1984 |
| Moor Warzenstein (Ochsenhauhülbe)               | BW   | 81170100044 | Böhmenkirch  | ⊙        | 0,1           | 22. Okt. 1984 |
| Neue Hülbe                                      | BW   | 81170100017 | Böhmenkirch  | ⊙        | 1,4           | 22. Okt. 1984 |
| Östliche Birkenhülbe in der Rauhen Wiese        | BW   | 81170100059 | Böhmenkirch  | ⊙        | 0,7           | 22. Okt. 1984 |
| Wald Rauhe Wiese                                | BW   | 81170100056 | Böhmenkirch  | ⊙        | 4,6           | 22. Okt. 1984 |
| Westliche Birkenhülbe in der Rauhen Wiese       | BW   | 81170100058 | Böhmenkirch  | ⊙        | 0,6           | 22. Okt. 1984 |
| 1 Hülbe „Kolomanshülbe“                         | BW   | 81170100018 | Böhmenkirch  | ⊙        | 0,4           | 22. Okt. 1984 |
| 2 Dolinen am Hausknecht                         | BW   | 81170100046 | Böhmenkirch  | ⊙        | 0,4           | 22. Okt. 1984 |
| 2 Dolinen im Ochsenhau                          | BW   | 81170100043 | Böhmenkirch  | ⊙        | 0,5           | 22. Okt. 1984 |
| 2 Dolinen, Kolmannseck                          | BW   | 81170100057 | Böhmenkirch  | ⊙        | 0,3           | 22. Okt. 1984 |
| 2 Teiche südwestl.Steinenkirch (Frohnhofhülben) | BW   | 81170100051 | Böhmenkirch  | ⊙        | 0,2           | 22. Okt. 1984 |
| Legende für Naturdenkmal                        |      |             |              |          |               |               |

## Einzelgebilde (END)
| Name                                              | Bild | Kennung     | Einzelheiten | Position | Fläche Hektar | Datum         |
| ------------------------------------------------- | ---- | ----------- | ------------ | -------- | ------------- | ------------- |
| Lindenreihe am Hackmesser                         | BW   | 81170100031 | Böhmenkirch  | ⊙        | 0,0           | 22. Okt. 1984 |
| Mordloch                                          |      | 81170100032 | Böhmenkirch  | ⊙        | 0,0           | 22. Okt. 1984 |
| 1 Bergahorn,1 Vogelbeere,1 Mehlbeere a.Pfergelst. |      | 81170100050 | Böhmenkirch  | ⊙        | 0,0           | 22. Okt. 1984 |
| 1 Doppelbaum (Esche-Ahorn)                        |      | 81170100023 | Böhmenkirch  | ???      | 0,0           | 22. Okt. 1984 |
| 1 Linde am Hackmesser                             | BW   | 81170100030 | Böhmenkirch  | ⊙        | 0,0           | 22. Okt. 1984 |
| 1 Linde am Hart                                   | BW   | 81170100024 | Böhmenkirch  | ⊙        | 0,0           | 22. Okt. 1984 |
| 1 Linde am Ravensteiner Weg                       | BW   | 81170100027 | Böhmenkirch  | ⊙        | 0,0           | 22. Okt. 1984 |
| 1 Linde am Roten Bildstock                        | BW   | 81170100005 | Böhmenkirch  | ⊙        | 0,0           | 22. Okt. 1984 |
| 1 Linde am Sinnwang                               | BW   | 81170100028 | Böhmenkirch  | ⊙        | 0,0           | 22. Okt. 1984 |
| 1 Linde auf der Höhe                              | BW   | 81170100009 | Böhmenkirch  | ⊙        | 0,0           | 22. Okt. 1984 |
| 1 Linde bei den Heidhöfen                         | BW   | 81170100015 | Böhmenkirch  | ⊙        | 0,0           | 22. Okt. 1984 |
| 1 Linde beim Galgen                               | BW   | 81170100007 | Böhmenkirch  | ⊙        | 0,0           | 22. Okt. 1984 |
| 1 Linde beim Linsenkreuz                          | BW   | 81170100006 | Böhmenkirch  | ⊙        | 0,0           | 22. Okt. 1984 |
| 1 Linde beim Öschweg                              | BW   | 81170100012 | Böhmenkirch  | ⊙        | 0,0           | 22. Okt. 1984 |
| 1 Linde Einmünd. Schillerstr. in B466             | BW   | 81170100001 | Böhmenkirch  | ⊙        | 0,0           | 22. Okt. 1984 |
| 1 Linde, Fleischling                              | BW   | 81170100048 | Böhmenkirch  | ⊙        | 0,0           | 22. Okt. 1984 |
| 1 Linde „Hausener Linde“                          | BW   | 81170100003 | Böhmenkirch  | ⊙        | 0,0           | 22. Okt. 1984 |
| 1 Linde „Herrgottslinde“                          | BW   | 81170100008 | Böhmenkirch  | ⊙        | 0,0           | 22. Okt. 1984 |
| 1 Linde im Kälberteich                            | BW   | 81170100035 | Böhmenkirch  | ⊙        | 0,0           | 22. Okt. 1984 |
| 1 Linde „Käslinde“                                | BW   | 81170100010 | Böhmenkirch  | ⊙        | 0,0           | 22. Okt. 1984 |
| 1 Linde „Ulmer Linde“                             | BW   | 81170100004 | Böhmenkirch  | ⊙        | 0,0           | 22. Okt. 1984 |
| 1 Linde, Weitenberg                               | BW   | 81170100047 | Böhmenkirch  | ⊙        | 0,0           | 22. Okt. 1984 |
| 1 Ulme am Hart                                    | BW   | 81170100002 | Böhmenkirch  | ⊙        | 0,0           | 22. Okt. 1984 |
| 1 Ulme am Sinnwang                                | BW   | 81170100029 | Böhmenkirch  | ⊙        | 0,0           | 22. Okt. 1984 |
| 1 Ulme in der Rösene                              | BW   | 81170100011 | Böhmenkirch  | ⊙        | 0,0           | 22. Okt. 1984 |
| 1 Ulme „Steinlinde“                               | BW   | 81170100013 | Böhmenkirch  | ⊙        | 0,0           | 22. Okt. 1984 |
| 18 Linden u. 2 Ulmen bei den Heidhöfen            | BW   | 81170100016 | Böhmenkirch  | ⊙        | 0,0           | 22. Okt. 1984 |
| 2 Linden am Kühbuckel                             | BW   | 81170100037 | Böhmenkirch  | ⊙        | 0,0           | 22. Okt. 1984 |
| 2 Linden am Kühbuckel                             | BW   | 81170100038 | Böhmenkirch  | ⊙        | 0,0           | 22. Okt. 1984 |
| 2 Linden beim Schulhaus                           | BW   | 81170100025 | Böhmenkirch  | ⊙        | 0,0           | 22. Okt. 1984 |
| 3 Linden beim Lindenhof „Banzerlinde“             | BW   | 81170100022 | Böhmenkirch  | ⊙        | 0,0           | 22. Okt. 1984 |
| 3 Linden in Steinenkirch bei der Kirche           |      | 81170100020 | Böhmenkirch  | ⊙        | 0,0           | 22. Okt. 1984 |
| 4 Linden östl.Steinenkirch                        |      | 81170100026 | Böhmenkirch  | ⊙        | 0,0           | 22. Okt. 1984 |
| 5 Linden bei der Kälberstelle                     | BW   | 81170100014 | Böhmenkirch  | ⊙        | 0,0           | 22. Okt. 1984 |
| 7 Linden bei St. Patriz                           | BW   | 81170100036 | Böhmenkirch  | ⊙        | 0,0           | 22. Okt. 1984 |
| Legende für Naturdenkmal                          |      |             |              |          |               |               |